# Vegard Forren
Vegard Valgermo Forren, född 16 februari 1988, är en norsk fotbollsspelare (mittback) som spelar för Træff. Han har tidigare spelat för Brann och Molde samt Brighton & Hove Albion i Championship. Han har även spelat för Norges landslag.

## Karriär
Den 27 juli 2017 återvände Forren till Molde. I december 2017 förlängde han sitt kontrakt med två år. I mars 2019 förlängde Forren sitt kontrakt fram över säsongen 2021. I slutet av maj 2020 fick han lämna klubben.
Den 9 juni 2020 värvades Forren av Brann, där han skrev på ett kontrakt över resten av året. Den 22 december 2020 förlängde Forren sitt kontrakt med ett år.